# Sui-dynastiet
Sui-dynastiet (隋朝) genoprettede kejserdømmet Kina efter en meget lang periode med indre stridigheder. Dynastiet regerede riget fra 581 til 618 og blev grundlagt af Kejser Wen, født Yang Jian i år 541. Kejser Wen regerede fra år 581 til år 604.

Dynastiets hovedstad lå i Chang'an (nutidens Xi'an), men blev flyttet i år 605 til Luoyang i Henan-provinsen under Kejser Yangdi, der regerede fra år 604 til 617. Under dette kortlivede dynasti, hvor det nordlige og det sydlige Kina blev forenet, gennemførtes store kanalprojekter (fra 604 til 610 blev Kejserkanalen bygget), og økonomien gjorde store fremskridt. Kejserne Wen og Yang foretog en række reformer: En udjævning af ejendomsretten til landbrugsjorden bidrog til at mindske afstanden mellem fattig og rig og til en øgning af landbrugsproduktionen. Forsvaret blev styrket, og den kinesiske mur blev forlænget. Regeringsmagten blev centraliseret, og møntsystemet blev standardiseret. Det nominelt og officielt konfucianske kejserstyre fremmede spredningen af buddhismen i landet. 
Sui-dynastiet er ofte blevet sammenlignet med det tidligere Qin-dynastiet. Det var også et kortlivet dynasti, og det gennemførte sine reformer med stor hensynsløshed. Sui-dynastiets hurtige sammenbrud er blevet tilskrevet dets diktatoriske og hensynsløse krav overfor folket, som blev pålagt tunge skattebyrder og mobiliseret til tungt pligtarbejde, både med bygning af kanal og forsvarsmur.
Under Kejser Yangdi kom det til tre dårligt ledede felttog mod det nordkoreansk-manchuriske Goguryeo (612-614) og i 615 til et tab for de østlige göktyrker. Dette rystede og svækkede dynastiet yderligere. Samtidig var riget ramt af oversvømmelser og deraf udløst hungersnød, hvilket i 610 udløste et bondeoprør. Under disse omstændigheder valgte kejser Yangdi at tage på en lystrejse i syd, og forlod dermed dynastiets nordlige kerneområde. I 617 greb en general ved navn Li Yuan (med støtte fra tyrkerkhanen Shibi) chancen og erobrede Chang'an og grundlagde Tang-dynastiet. Med begrundelsen «Himmelen har forkastet Sui, lad os bjerge os selv» blev kejser Yangdi kvalt af sine egne rådgivere i Jiangdu.